# Крету, Михаэль
Михаэ́ль Кре́ту или Майкл Кре́ту (нем. Michael Cretu), имя при рождении Миха́й Кре́цу (рум. Mihai Creţu), также известен как Curly M.C. (род. 18 мая 1957 года, Бухарест, Социалистическая Республика Румыния) — немецкий музыкант и музыкальный продюсер румынского происхождения, создатель и идейный вдохновитель музыкального проекта Enigma.
Он работал со многими музыкантами. До создания «Энигмы» среди них были Сандра, Hubert Kah, Франк Фариан, Boney M., Мирей Матье, Петер Корнелиус и Майк Олдфилд. Позже его партнёрами по творческой работе стали Франк Петерсон, Давид Файрстейн, Йенс Гад, Angel Х, ATB, Jam & Spoon, Godlav, Peter Ries, Рут-Энн Бойл и Эндрю Дональдс.
К 2001 году тираж альбомов, продюсером и автором которых он является, составил более ста миллионов экземпляров.

## Биография
Михай Крецу родился в Бухаресте. Его отец был инженером, мать — экономистом. С 1965 по 1968 год обучался в музыкальном лицее № 2 родного города по классу фортепиано.
В 1968 году, в возрасте 11 лет, переехал в Париж. С 1975 по 1978 год Крецу обучался во франкфуртской Академии музыки (ФРГ) которую окончил с отличием. Там он начал серьёзно работать в сфере популярной музыки, помогая в качестве клавишника некоторым исполнителям.
В 1980-е годы Крету стал автором песен и продюсером для других исполнителей. Так, он стал сопродюсером альбома 1987 года Майка Олдфилда, «Islands», приняв участие в записи песни «The Time Has Come».
Во время работы клавишником с известной группой Arabesque он встретился со своей будущей женой — Сандрой Анн Лауэр, которая была участницей этого коллектива и известной певицей. Они поженились 7 января 1988 года и вскоре после этого поселились на острове Ивиса (Испания), где Крету жил до 2009 года. У них двое детей — близнецы Никита и Себастьян, родившиеся в 1995 году. Крету приобрел два дома: старый фермерский дом, перестроенный им в виллу, где он жил и работал, открыв собственную студию звукозаписи (A.R.T. Studios), и дом в центре города Ивиса — исторический памятник XVIII века. В этом доме Крету открыл ресторан, куда часто приглашал различных музыкантов и исполнителей. В течение долгих лет он практически не покидал остров, разве что для уплаты налогов и съемок видеоклипов.
В 1990 году увидел свет наиболее популярный до настоящего времени альбом Михаэля Крету MCMXC a.D., выпущенный в рамках проекта Enigma. Тремя годами позже он создал две композиции («Carly’s Song» и «Carly’s Loneliness») для саундтрека голливудского фильма «Щепка».
В 2007 году Крету и Сандра официально развелись, хотя разрыв наступил раньше — Сандра не принимала участия в работе над альбомом Enigma «A Posteriori» 2006 года, а Крету не имел никакого отношения к записи последних альбомов Сандры.
В 2008—2009 гг. власти острова Ивиса выиграли судебный процесс против Крету, обвинив его в нарушении правил застройки. В 2009 году его вилла была снесена по решению суда. Работа A.R.T. Studios прекращена. Михаэль Крету переселился в Германию. Его новой творческой лабораторией стала мобильная студия Merlin Records.

## Творчество
Наибольшую известность Крету принесли записи проекта Enigma и сольные альбомы Сандры, однако у него есть и проекты с другими исполнителями.

### Сольная карьера: Синглы
- 1978 — Shadows Over My Head
- 1978 — Wild River
- 1979 — Moonlight Flower
- 1983 — Zeitlose Reise
- 1983 — Total Normal
- 1983 — Der Planet Der Verlorenen Zeit
- 1984 — Schwarzer Engel
- 1985 — Die Chinesische Mauer[англ.]
- 1985 — Samurai[англ.]
- 1986 — Gambit
- 1992 — Marlboro Music

Chartbreaker Song-Competition.

### Сольная карьера: альбомы
- 1979 — Moon, Light & Flowers
- 1983 — Legionäre
  - 1983 — Legionnaire — английская версия Legionäre
- 1985 — Die Chinesische Mauer
  - 1985 — The Invisible Man — английская версия Die Chinesische Mauer

### Совместные проекты
Работал в качестве автора или продюсера (сопродюсера) альбомов:
- 1979 — Alaska: «Lady»[3]
- 1980 — Topaz: «Topaz»
- 1981 — Peter Kent «Happy Weekend»
- 1982 — Severine
- 1983 — Мирей Матье: «Ein Neuer Morgen»
- 1983 — Mary and Gordy
- 1983 — Peter Cornelius: «Fata Morgana»
- 1984 — Hubert Kah: «Goldene Zeiten»
- 1985 — Moti Special: Motivation
- 1986 — Hubert Kah: Ten Songs
- 1987 — Майк Олдфилд: Islands
- 1987 — Cretu и Thiers: School’s Out
- 1987 — Inker & Hamilton: Dancing Into Danger
- 1988 — Cretu и Thiers: Belle Epoque
- 1989 — Hubert Kah: Sound Of My Heart
- 1992 — Cornelius и Cretu: Cornelius and Cretu
- 1993 — Angel X: Welcome To The Soul Asylum
- 1998 — Trance Atlantic Air Waves: The Energy of Sound
- 1999 — Эндрю Дональдс: Snowin' Under My Skin
- 2001 — Эндрю Дональдс: Let’s Talk About It
- 2007 — Ruth-Ann Boyle: What About Us? (iTunes Store)

Работал в качестве автора, продюсера, клавишника, вокалиста над альбомами Сандры:
- 1985 — The Long Play
- 1986 — Mirrors
- 1987 — Ten on One (The Singles)
- 1988 — Into a Secret Land
- 1988 — Everlasting Love
- 1990 — Paintings in Yellow
- 1992 — Close to Seven
- 1992 — 18 Greatest Hits
- 1995 — Fading Shades
- 1999 — My Favourites
- 2002 — The Wheel of Time

### Enigma
Enigma — анонимный музыкальный проект, созданный Михаэлем Крету в 1990 году. Крету является композитором и продюсером проекта, его бывшая жена, певица Сандра, исполняла многие вокальные партии в композициях. Проект существует только как студийный, его участники не выступают с концертами.
Всего было выпущено восемь студийных альбомов, девятнадцать синглов и несколько сборников.